# Gmina Glinojeck
Die Gmina Glinojeck ist eine Stadt-und-Land-Gemeinde im Powiat Ciechanowski der Woiwodschaft Masowien in Polen. Ihr Sitz ist die gleichnamige Stadt mit etwa 3000 Einwohnern.

## Geographie
Die Gemeinde Glinojeck liegt im Nordwesten der Woiwodschaft. Nachbargemeinden sind Baboszewo, Ciechanów, Ojrzeń, Raciąż, Sochocin
und Strzegowo.
Zu den Gewässern gehört die Wkra (Uecker).

## Geschichte
Die Landgemeinde wurde 1973 gebildet. Ihr Hauptort erhielt 1993 die Stadtrechte und die Gemeinde wurde zur Stadt-und-Land-Gemeinde. Ihr Gebiet gehörte bis 1975 zur Woiwodschaft Warschau. Es kam dann bis 1998 zur Woiwodschaft Ciechanów, der Powiat wurde in dieser Zeit aufgelöst. Zum 1. Januar 1999 kam die Gemeinde zur Woiwodschaft Masowien und zum wiedererrichteten Powiat Ciechanowski.
Die Landgemeinde war ein Teil der Gmina Młock, die 1954 in Gromadas aufgeteilt wurde.

## Gliederung
Die Stadt-und-Land-Gemeinde (gmina miejsko-wiejska) Glinojeck besteht aus der Stadt selbst und 28 Dörfern mit Schulzenämtern (sołectwa):
Bielawy
Brody Młockie
Budy Rumockie
Dreglin
Dukt-Krusz
Faustynowo
Kondrajec Pański
Kondrajec Szlachecki
Kowalewko-Szyjki
Lipiny
Luszewo
Malużyn
Nowy Garwarz
Ogonowo
Ościsłowo
Płaciszewo
Rumoka
Sadek
Sródborze
Stary Garwarz
Strzeszewo
Sulerzyż
Wkra
Wola Młocka
Wólka Garwarska
Zalesie
Zygmuntowo
Żeleźnia
Weitere Ortschaften der Gemeinde sind:
Działy
Gałczyn
Huta
Janowo
Juliszewo
Kamionka (osada wsi)
Kamionka (osada leśna)
Kondrajec Pański (gajówka)
Luszewo (gajówka)
Ościsłowo (gajówka)
Ościsłowo (leśniczówka)
Pieńki Faustynowskie
Stare Szyjki
Kolonia
Zawiłka

## Verkehr
Die wichtigsten Verkehrswege sind die Europastraße 77 von Warschau nach Danzig und die Landesstraße DK60 von Płock nach Ciechanów.